# Tinaquillo (Venezuela)
Pour les articles homonymes, voir Tinaquillo.
Tinaquillo est une ville de l'État de Cojedes au Venezuela, capitale de la paroisse civile de Tinaquillo et chef-lieu de la municipalité de Falcón.